# HMS Bruce (D81)
«Брюс» (англ. HMS Bruce (D81) — військовий корабель, лідер ескадрених міноносців головний у типі «Адміралті» Королівського військово-морського флоту Великої Британії за часів Першої світової війни.

## Історія створення
Лідер ескадрених міноносців «Брюс» був закладений 12 травня 1917 року на верфі компанії Cammell Laird у Беркенгеді. 26 лютого 1918 року він був спущений на воду, а 29 травня 1918 року увійшов до складу Королівських ВМС Великої Британії. Лідер став одним з серії з 8 лідерів типу «Адміралті» (що також відомий як тип «Скотт») та став першим з бойових кораблів британського флоту, що дістав це ім'я.